# Kazys Petkevičius
Kazys Petkevičius (Steigviliai, 1º gennaio 1926 – Kaunas, 14 ottobre 2008) è stato un cestista e allenatore di pallacanestro sovietico.

## Carriera
Con l'Unione Sovietica ha disputato due edizioni dei Giochi olimpici (Helsinki 1952, Melbourne 1956) e tre dei Campionati europei (1947, 1953, 1955).

## Palmarès
- Campionato sovietico: 1

Žalgiris Kaunas: 1947